# Trypanothion disulfure réductase
La trypannothion disulfure réductase est une oxydoréductase qui catalyse la réaction :
trypanothion + NADP+  {\displaystyle \rightleftharpoons }  disulfure de trypanothion + NADPH + H+.
Cette enzyme est spécifique aux kinétoplastidés, protozoaires parasitiques tels que Leishmania et Trypanosoma, chez lesquels elle permet de régénérer le trypanothion à partir du disulfure de trypanothion et de NADPH.